# دهستان اشکیک
اشکیک، دهستانی است از توابع بخش مرکزی شهرستان خمام در استان گیلان ایران.

## جمعیت
براساس سرشماری سال ۱۳۹۵ جمعیت آن ۴٬۸۰۳ نفر (۱٬۶۵۱خانوار) بوده است.

## روستاها
این دهستان ۵ روستا دارد.

اشکیک، مصردشت، خاچکین، تازه‌آباد خاچکین، بلسکله